# Guaíra (Paraná)
Guaíra é um município brasileiro localizado na região oeste do Paraná. Situa-se na fronteira do Brasil com o Paraguai e o Estado de Mato Grosso do Sul, às margens do Rio Paraná, quando faz divisa com a cidade paraguaia de Salto del Guairá e Mundo Novo, no Mato Grosso do Sul. Neste trecho do rio que ostenta o título de Maior Arquipélago da América do Sul, considerado o Portal do Pantanal Paranaense e constitui um corredor da biodiversidade com mais de 200 ilhas, centenas de espécies de animais vertebrados, aves, répteis e anfíbios, além de 170 espécies de peixes.[carece de fontes?]

## História
A fundação de Guaíra está intimamente ligada com a Cia Matte Larangeira, responsável também pela fundação da cidade de Porto Murtinho-MS.

### Primórdios
Em tempos históricos, era pertencente aos indígenas, no ano de 1556 foi ocupada pelos Espanhóis. Nessa época, ocorreram as Missões Jesuíticas, que tinham por objetivo catequizar os índios, com base nos preceitos da igreja Católica, as Missões ocorriam nos territórios hoje demarcados geograficamente dos Estados do Rio Grande do Sul, Paraná e Paraguai. Em 1620, o território de Guaíra estava virtualmente nas mãos dos portugueses, já que os bandeirantes paulistas assolavam, periodicamente, a região, destruindo os povos espanhóis e escravizando os índios catequizados das reduções jesuíticas.
Somente em 1872, com o Tratado de Limites, é que foram demarcados os limites territoriais entre Brasil e Paraguai, ficando Guaíra em território brasileiro. A busca por riquezas, ou por mão de obra escrava, fez com que os Bandeirantes Paulistas adentrassem a este território, dizimando os agrupamentos espanhóis e escravizando os índios. Estas terras permaneceram durante um período sem desenvolvimento econômico e populacional.

### Matte Larangeira
Após denuncias do Superintendente, Antonio Corrêa da Costa e de prejuízos com o transporte da produção da Matte Larangeira, o Banco Rio Branco decreta falência em 1902 e Thomaz Larangeira adquire seu espólio, já a Cia Matte Larangeira é vendida a companhia argentina Francisco Mendes & Cia, passando a se chamar Larangeira Mendes e Companhia. É assinado com o governo do estado novo contrato de arrendamento, nos mesmos moldes do anterior, que vigoraria até 1916.
Já em 1910 ocorre a transferência do foco principal de exploração de erva mate para o Rio Paraná, reduzindo a sua importância estratégica para a empresa sendo seu monopólio quebrado em 1916.
A sede da Companhia foi transferida em 1918 de Porto Murtinho, para a Fazenda Campanário, próximo ao município de Caarapó. Sendo que a erva passou a ser exportada pelo Rio Paraná, ficando somente a produção dos ranchos próximos exportada por Porto Murtinho. Desde 1902 a Companhia estabelece-se em Guaíra, inicialmente denominada de Porto Monjoli, iniciando a construção de uma ferrovia Estrada de Ferro Guaíra a Porto Mendes em 1911, que transporia as corredeiras da Sete Quedas.
Em divisões territoriais datadas de 31 de julho de 1936 e 31 de julho de 1937, figura no município de Foz de Iguassú o distrito de Guaíra. Pelo decreto-lei estadual n.º 7573, de 20 de outubro de 1938, o distrito de Guaíra foi extinto, sendo seu território anexado ao distrito sede do município de Foz do Iguassú.
O domínio da Companhia Matte Larangeira segue até 1943, quando Getúlio Vargas assume o poder, criando os Territórios de Ponta Porá e Iguaçu, e anulando a concessão. Em 17 de abril de 1944 é assinado o Decreto n.º 6.428, por Getúlio Vargas, incorporando ao Serviço de Navegação da Bacia do Prata (SNBP), o Distrito de Guairá, a Estrada de Ferro Guaíra a Porto Mendes, assim como as material e instalações fixas, instalações portuárias e todas as instalações e material flutuantes.
Guaíra foi elevada à categoria de município com essa denominação pela lei estadual n.º 790, de 14 de novembro de 1951, desmembrado de Foz do Iguassú, sendo instalado em 14 de dezembro de 1952.

## Economia
Centrada principalmente na agricultura, no comércio e no turismo.

### Royalties de Itaipu
Nos 170 quilômetros de extensão, entre Foz do Iguaçu e Guaíra, o Reservatório de Itaipu atinge áreas de 16 municípios, dos quais 15 no Paraná e um no Mato Grosso do Sul. Como compensação, Itaipu paga royalties a esses municípios, proporcionalmente à área de terra alagada. Desde 1985, a Itaipu pagou ao Brasil mais de US$ 3,35 bilhões em royalties.
No Paraguai, a compensação é repassada integralmente ao Tesouro Nacional. No Brasil, 45% da compensação é repassada aos Estados, 45% aos municípios e 10% para órgãos federais, de acordo com a Lei dos Royalties, em vigor desde 1991.
A tabela abaixo informa o valor acumulado da compensação dado á cada município.
| Município                       | Compensação (em milhões de US$) |
| ------------------------------- | ------------------------------- |
| Foz do Iguaçu                   | 201,3                           |
| Santa Teresinha de Itaipu       | 41,7                            |
| São Miguel do Iguaçu            | 103,1                           |
| Itaipulândia                    | 166,8                           |
| Medianeira                      | 1,1                             |
| Missal                          | 39,9                            |
| Santa Helena                    | 263,0                           |
| Diamante d'Oeste                | 5,6                             |
| São José das Palmeiras          | 1,9                             |
| Marechal Cândido Rondon         | 62,7                            |
| Mercedes                        | 17,9                            |
| Pato Bragado                    | 43,6                            |
| Entre Rios do Oeste             | 30,5                            |
| Terra Roxa                      | 1,5                             |
| Guaíra                          | 50,8                            |
| Mundo Novo (Mato Grosso do Sul) | 14,6                            |

### Turismo
Localizada na região Oeste do Paraná, Guaíra conta com toda a estrutura e hospitalidade de uma cidade preparada para receber turistas que desejam além de simplesmente relaxar, conhecer um pouco mais da história da colonização e viver em contato com a natureza. O município conta com diversas linhas de transporte rodoviário e aéreo.

#### Turismo cultural e histórico
- Parque Guaíra: principal área verde de Guaíra
- Museu Sete Quedas: possui um acervo que se destaca pelos espécimes de animais capturados na região, a arte indígena e objetos que comprovam a passagem dos espanhóis e portugueses por essas terras.
- Igreja de Pedra Nuestro Señor Del Perdón: capela Espanhola com pedras encaixadas que foi construída com pedras das Sete Quedas e seus vitrais argentinos destacam a catequese praticada pelos padres Jesuítas aos índios.
- Cruzeiro das Américas: com seus mitos e suas lendas, datado em 1556, talvez a marca mais antiga da presença dos espanhóis em terras brasileiras. O Cruzeiro fica junto ao Centro Náutico Marinas, uma área de lazer em forma de aldeia, construída numa área de 15 alqueires contendo infraestrutura para diversas atividades culturais, esportivas e de lazer, base náutica e sete pavilhões para eventos, dentre eles a Festa das Nações, o mais tradicional do município.
- Atelier do Frei Pacífico: artista plástico de renome que decidiu dedicar sua vida à defesa da flora e da fauna, e retrata as belezas da natureza e da cultura indígena em peças de madeira.
- Cine Teatro Sete Quedas: pertencente a Cia Matte Larangeira, o prédio de 1905 era usado para chamuscar a folha da erva mate, hoje um espaço cultural moderno e equipado que projeta a cultura para todos os povos.
- Locomotiva nº 4: pertenceu à Cia Mate Laranjeira. O trenzinho é o marco da primeira ferrovia do Oeste paranaense.
- Casa do Artesão: localizada no centro de Guaíra, onde o visitante poderá adquirir peças de artesanato típico da região.

#### Natureza
Na região destacam-se os passeios fluviais com direito a pesca amadora e profissional, além de uma parada na Lagoa Saraiva para mergulhar nas suas águas quentes e transparentes, passeio ecológico pelas trilhas da Ilha São Francisco, a qual é mantida pelo Frei Pacífico e safári fotográfico com registro da flora e da fauna.
O município possui ainda um parque hoteleiro, herdado da época das Sete Quedas. Na área gastronômica a cidade oferece de opções diurnas e noturnas, mas o destaque fica para o Pintado na Telha, prato típico de Guaíra.

#### Área de Pesca
Guaíra tem sua área de pesca esportiva privilegiada pela transição do Rio Paraná com o Reservatório de Itaipu (após a Ponte Ayrton Senna). Localizada na região de abrangência de Ilha Grande (arquipélago), compreende tanto a parte de lótica (rio) quanto a parte lêntica (lago) do Rio Paraná.
Esta região sofre grande influência de correntes, chuvas e variações de nível, sendo grande parte delas atribuídas aos grandes tributários do rio Paraná, como os rios Piquirí e Ivaí no estado do Paraná e rio Amambai do estado do Mato Grosso do Sul. As espécies de maior incidência nesta região são Dourados, Jaús, Pintados, Pacus, Piaparas e Piaus na região do rio Paraná (acima da Ponte Ayrton Senna) e Corvinas, Tucunarés, Piaus, Barbados e Cachorras abaixo da ponte.

#### Eventos
Fevereiro
- Festa de N. Sra. dos Navegantes

Março
- Baile da Linguiça - Gastronomia típica e Baile Alemão

Abril
- Festa das Nações

Maio
- Festa de Nossa Senhora do Caravaggio

Setembro
- Tradicional Baile da Independência
- Desfile de 7 de setembro

Outubro
- Festa de Nossa Senhora Aparecida
- October Fest
- Torneio Internacional de Pesca

Novembro
- Festival Internacional do Pintado na Telha
- Aniversário do Município

Dezembro
- Festa de Nossa Senhora Medianeira de todas as Graças
- Festa da Virgem de Caacupê

## Geografia
Localiza-se a uma latitude 24º04'48" Sul e a uma longitude 54º15'21" Oeste, estando a uma altitude de 220 metros. Possui uma área de 563,742 km².

### Demografia
Sua população estimada, conforme dados do IBGE de 2020, era de 33 310 habitantes.
| habitantsyear050001000015000200002500030000350001872189019501970199120102024population (total)urbanruralPpopulation of Guaíra (Paraná) |

### Clima
Segundo dados do Instituto Nacional de Meteorologia (INMET, 1963 a 1995) e do Sistema Meteorológico do Paraná (SIMEPAR, 2013-presente), a menor temperatura registrada em Guaíra ocorreu em 6 de agosto de 1963, com mínima de −5,3 °C, e a maior alcançou 41,6 °C em 17 de novembro de 1985. O maior acumulado de precipitação em 24 horas atingiu 195,6 milímetros (mm) em 11 de maio de 1983, seguido por 190,4 mm em 16 de dezembro de 2019, 188,1 mm em 27 de fevereiro de 1992 e 157,8 mm em 3 de março de 1983.
| Dados climatológicos para Guaíra (INMET/SIMEPAR) | Dados climatológicos para Guaíra (INMET/SIMEPAR) | Dados climatológicos para Guaíra (INMET/SIMEPAR) | Dados climatológicos para Guaíra (INMET/SIMEPAR) | Dados climatológicos para Guaíra (INMET/SIMEPAR) | Dados climatológicos para Guaíra (INMET/SIMEPAR) | Dados climatológicos para Guaíra (INMET/SIMEPAR) | Dados climatológicos para Guaíra (INMET/SIMEPAR) | Dados climatológicos para Guaíra (INMET/SIMEPAR) | Dados climatológicos para Guaíra (INMET/SIMEPAR) | Dados climatológicos para Guaíra (INMET/SIMEPAR) | Dados climatológicos para Guaíra (INMET/SIMEPAR) | Dados climatológicos para Guaíra (INMET/SIMEPAR) | Dados climatológicos para Guaíra (INMET/SIMEPAR) |
| Mês | Jan                                              | Fev                                              | Mar                                              | Abr                                              | Mai                                              | Jun                                              | Jul                                              | Ago                                              | Set                                              | Out                                              | Nov                                              | Dez                                              | Ano                                              |
| --- | ------------------------------------------------ | ------------------------------------------------ | ------------------------------------------------ | ------------------------------------------------ | ------------------------------------------------ | ------------------------------------------------ | ------------------------------------------------ | ------------------------------------------------ | ------------------------------------------------ | ------------------------------------------------ | ------------------------------------------------ | ------------------------------------------------ | ------------------------------------------------ |
| Temperatura máxima recorde (°C) | 41,3                                             | 39,5                                             | 37,6                                             | 37,5                                             | 33                                               | 31,9                                             | 32,8                                             | 36,8                                             | 39,8                                             | 40,4                                             | 41,6                                             | 40,2                                             | 41,6                                             |
| Temperatura máxima média (°C) | 32,5                                             | 31,9                                             | 31,3                                             | 28,8                                             | 25,1                                             | 23,4                                             | 23,9                                             | 25,9                                             | 26,9                                             | 29,2                                             | 31,2                                             | 32                                               | 28,5                                             |
| Temperatura média compensada (°C) | 26,4                                             | 25,9                                             | 25                                               | 22,7                                             | 19,3                                             | 17,5                                             | 17,3                                             | 19                                               | 20,6                                             | 23,1                                             | 24,9                                             | 25,9                                             | 22,3                                             |
| Temperatura mínima média (°C) | 21,9                                             | 21,6                                             | 20,5                                             | 18,3                                             | 15                                               | 13,1                                             | 12,4                                             | 13,6                                             | 15,5                                             | 18,1                                             | 19,7                                             | 21,1                                             | 17,6                                             |
| Temperatura mínima recorde (°C) | 10,7                                             | 10,3                                             | 7,3                                              | 3,1                                              | −0,4                                             | −3,2                                             | −4,1                                             | −5,3                                             | −0,8                                             | 5,2                                              | 6,6                                              | 8,8                                              | −5,3                                             |
| Precipitação (mm) | 168,9                                            | 134,9                                            | 135,2                                            | 167,7                                            | 202,4                                            | 106,2                                            | 81,9                                             | 76,3                                             | 124,8                                            | 165,4                                            | 135,1                                            | 166                                              | 1 664,8                                          |
| Umidade relativa compensada (%) | 77,3                                             | 79,1                                             | 78,3                                             | 78,1                                             | 82,6                                             | 79,2                                             | 71,3                                             | 66,4                                             | 66,7                                             | 67,4                                             | 69,2                                             | 74                                               | 74,1                                             |
| Insolação (h) | 219,8                                            | 193,5                                            | 213,8                                            | 190,2                                            | 173,6                                            | 157,1                                            | 188,9                                            | 173,2                                            | 151,3                                            | 195,2                                            | 225,5                                            | 220,8                                            | 2 302,9                                          |
| Fonte: INMET (normal climatológica de 1981-2010; recordes de temperatura: 01/02/1963 a 04/12/1995) e SIMEPAR (recordes de temperatura: 06/05/2013-presente) |                                                  |                                                  |                                                  |                                                  |                                                  |                                                  |                                                  |                                                  |                                                  |                                                  |                                                  |                                                  |                                                  |

## Infraestrutura

### Transporte
- Ponte Ayrton Senna de Guaíra: com extensão de 3.607 metros[13], é a única ponte do mundo em curva na parte central com tobogã. Ela é a ligação entre as cidades de Guaíra e Mundo Novo.
- Rodoviária de Guaíra: faz a ligação da cidade com o resto do estado, da região e do resto do país. Registra um bom fluxo de passageiros para outras cidades, especialmente em datas comemorativas. Atendida por várias empresas, entre elas EUCATUR, Viação Garcia, Viação Ouro e Prata, Unesul, Expresso Maringá, Expresso Nordeste, Viação Umuarama dentre outras.
- Aeroporto de Guaíra: com pista de 1300 x 30 m e terminal de embarque, o aeroporto esta em funcionamento.

### Comunicações
Rádios
- Mercosul FM (91,7)
- Costa Oeste FM (89,7)
- Radio Guaíra AM
- Rádio Terra FM (104,9) - Faixa comunitária

Televisão
- Sinal VHF: RPCTV 02, TV Tibagi 11, TV Tarobá 13
- Sinal UHF: RIC TV 21, Canção Nova HD 25.1, Canção Nova 30, TV Novo Tempo 36, Rede Mercosul 43, Paraná Educativa 50

### Segurança
Guaíra conta com diversos órgãos de segurança pública; Policia Federal, Policia Rodoviária Federal, Policia Civil e Policia Militar da qual conta com o BPFRON (Batalhão de Polícia de Fronteira), que é uma unidade especialmente constituída para o combate a crimes nesta faixa de fronteira. Conta também com uma seção do Corpo de Bombeiros da Polícia Militar do Paraná.

### Saúde
- Hospital Beneficente AssisteGuaira
- Instituto De Especialidades São Paulo (IESP)
- Unidade de Pronto Atendimento (UPA)

## Universidades
- Unipar Universidade Paranaense
- Uninter Centro Universitário Internacional
- Universidade Anhanguera

## Esporte
A cidade de Guaíra possuiu um clube no Campeonato Paranaense de Futebol, o Guaíra Futebol Clube. Outro clube, a SE Kashima Antlers do Brasil, também jogou uma temporada em Guaíra, antes de se mudar para Paranaguá[carece de fontes?] No futsal, possui o Guaíra Futsal que compete no Campeonato Paranaense de Futsal.